# Landmine Marathon
Landmine Marathon est un groupe de death metal américain, originaire de Phoenix, en Arizona. Formé en 2004, ce groupe, actuellement signé chez le label Prosthetic Records, compte au total deux démos, deux splits, un EP, ainsi que quatre albums studios.
Leur chanteuse Grace Perry fait plusieurs fois la couverture de magazines spécialisés dans le metal (dont une couverture et un ensemble de photos avec Lizzy Hale de Halestorm sur le numéro d'octobre 2009 du magazine Revolver pour leur classement des Hottest Chicks in Metal). En concert, la chanteuse Grace Perry a l'habitude de participer aux pogos du public pendant qu'elle chante en même temps (les musiciens le font également mais plus rarement quand ils jouent), ce qui donne aux concerts du groupe une atmosphère particulièrement déjantée.

## Biographie

### Démos etWounded(2005–2006)
Landmine Marathon est formé en 2004 à Phoenix, en Arizona, par Perry et Martinez. Il se distingue par sa musique mélangeant deathgrind et grindcore et par la présence dans leurs rangs d'une chanteuse, ce qui est extrêmement rare dans le milieu grindcore.
En avril 2005, Landmine Marathon entre aux Arcane Digital Recording Studios de Ryan Butler pour enregistrer une démo sept titres pour leur tournée d'été qui suit. Après leur tournée d'été, le groupe se sépare de son troisième guitariste Ziska et commence à s'orienter death metal. À la fin de 2005, le groupe entre aux Arcane Digital Recording Studios pour une démo de quatre chansons. La deuxième démo attire l'attention de Greg Drudy, dirigeant du label Level Plane Records, qui offre au groupe la possibilité de publier son premier album studio, Wounded. 
Wounded est enregistré par Ryan Butler aux Arcane en mars 2006, et oublié en juillet 2006. Le groupe effectue ensuite sa première tournée américaine. Saylor quitte le groupe et est remplacé par leur ami et ingénieur-son Ryan Butler.

### Rusted Eyes AwakeetSovereign Descent(2007–2010)
Avec l'arrivée de Butler dans la formation de l'album Landmine Marathon, l'écriture est améliorée et le groupe commence à utiliser des morceaux de guitare solo. En février 2007 sort le split EP effectué avec le groupe de thrash metal Scarecrow, au label Level Plane Records. Après le début de la tournée West Coast Tour 2008, Waldron quitte le groupe pour retourner à ses études. Il est remplacé par le guitariste de tournée Jeff Owens. Avec Butler comme premier compositeur, le groupe continue à écrire de nouvelles chansons pour soin deuxième album, Rusted Eyes Awake, publié en octobre 2008 au label evel Plane Records. Rusted Eyes Awake fait participer le chanteur de Nightrage, Antony Hämäläinen, et le chanteur de Job For A Cowboy, Jonny Davy. Peu après la sortie de Rusted Eyes Awake, Owens est remplacé par Dylan Thomas.
En 2009, Landmine Marathon signe au label Prosthetic Records qui rééditera Rusted Eyes Awake. La même année, Landmine Marathon prend part au New England Metal and Hardcore Festival et au Los Angeles Murderfest. À la fin de 2009, Landmine Marathon entre aux Arcane Digital pour enregistrer son prochain album, Sovereign Descent, qui est publié en mars 2010. Sovereign Descent comprend une couverture réalisée par Dan Seagrave et est masterisé par Alan Douches.
Landmine Marathon passe l'année 2010 à tourner en soutien à Sovereign Descent, notamment en faisant une apparition au Scion Rock Fest de Columbus, dans l'Ohio, quelques concerts au South by Southwest, Fun Fun Fun Fest et une tournée nord-américaine avec Skeletonwitch.

### Gallows(depuis 2011)
Landmine Marathon passe la moitié 2011 à écrire en registre une suite à l'album Sovereign Descent. Finalement, il en ressort Gallows, qui est enregistré par Butler aux Arcane Digital. Gallows est publié en septembre 2011 aux États-Unis, et en janvier 2012 à l'international. Après la sortie de Gallows, York est remplacé par le batteur d'Impaled, Raul Varela. En octobre 2012, le groupe annonce le départ de leur chanteuse Grace Perry (celle-ci souhaitant poursuivre d'autres projets), elle est remplacée par la sœur du bassiste, Krysta Martinez.

## Membres

### Membres actuels
- Matt Martinez – basse (depuis 2004)
- Ryan Butler – guitare (depuis 2006)
- Dylan Thomas – guitare (depuis 2008)
- Krysta Martinez – chant (depuis 2012)[12]
- Raul Varela – batterie (depuis 2012)

### Anciens membres
- Nick Ziska – guitare (2004–2005)
- Eric Saylor – guitare (2004–2006)
- Mike Waldron – guitare (2004–2008)
- Mike Pohlmeier – batterie (2004–2010)
- Grace Perry – chant (2004–2012)
- Andy York – batterie (2010–2011)

### Membre de tournée
- Jeff Owens – guitare (2008)

## Vidéographie
- Shadows Fed to Tyrants (2010)
- Beaten and Left Behind (2011)